# Frank Artinger
Frank Artinger (* 2. Juli 1967 in München) ist ein deutscher Ingenieur und Hochschullehrer. Von 2017 bis 2024 war er Rektor der Hochschule Karlsruhe.

## Leben
Frank Artinger erlangte 1986 am Goethe-Gymnasium Germersheim das Abitur. Anschließend wurde er Soldat auf Zeit bei der Bundeswehr. 1988 nahm er das Studium der Elektrotechnik mit dem Schwerpunkt Nachrichtentechnik an der Universität der Bundeswehr München auf, das er 1992 als Diplomingenieur abschloss.
Von 1992 und 1998 übernahm Frank Artinger bei der Bundeswehr verschiedene Leitungsfunktionen. Er war u. a. Projektverantwortlicher für Hochfrequenz- und Richtfunktechnik im Elektronikwerk in Bad Bergzabern, Projektverantwortlicher für die Entwicklung und Beschaffung von Systemen der Informationstechnik im Heeresunterstützungskommando Köln und Mönchengladbach sowie Leiter des Teams "Programm Management" und stellvertretender Technischer Werkleiter im Systeminstandsetzungszentrum Darmstadt.
Von 1993 bis 1995 studierte Frank Artinger berufsbegleitend Betriebswirtschaftslehre an der Fernuniversität in Hagen. Im gleichen Jahr wurde er als externer Doktorand am Institut für Nachrichten- und Informationstechnik an der Universität der Bundeswehr München angenommen. 1998 wurde er dort wissenschaftlicher Mitarbeiter und schloss im Jahr 2000 seine Promotion mit dem Thema Entwurf und Erprobung eines PC-basierten Systems zur Diagnose und Therapie von Störungen der lexikalischen Sprachverarbeitung und des räumlichen Hörens als Doktoringenieur ab.
2000 begann Frank Artinger bei der Siemens AG im Geschäftsbereich Automation & Drives an den Standorten Karlsruhe und Nürnberg, zunächst im technischen Consulting zum Einsatz eines Human-Machine-Interface-Systems in der Automatisierungstechnik und ab 2003 als Gruppenleiter Systemtechnische Entwicklung.
2004 wurde er zum Professor für Technische Informatik und Programmieren an der Fakultät für Maschinenbau und Mechatronik der Hochschule Karlsruhe berufen. 2009 wurde er zum Prodekan, 2012 zum stellvertretenden Dekan und 2013 zum Dekan gewählt. Seit 2014 ist er Vorsitzender des Aufsichtsrats der cjt Systemsoftware AG mit Sitz in Karlsruhe und seit 2017 Mitglied des Kuratoriums des Cyberforums. Von 2017 bis 2024 war Frank Artinger Rektor der Hochschule Karlsruhe. Am 9. Dezember 2022 ist er mit seiner Wiederwahl für eine zweite Amtszeit als Rektor gescheitert, führte die Geschäfte aber bis zum Amtsantritt seiner Nachfolgerin Rose Marie Beck am 1. März 2024 kommissarisch weiter.
Frank Artinger lebt mit seiner Frau und seinen zwei Töchtern in Bad Bergzabern.

## Werke (Auswahl)
- Entwurf und Erprobung eines PC-basierten Systems zur Diagnose und Therapie von Störungen der lexikalischen Sprachverarbeitung und des räumlichen Hörens. Verlag Skaker, Aachen 2000, ISBN 978-3-8265-7725-3.